# Une vie moins ordinaire
Pour les articles homonymes, voir Ordinaire.
Pour plus de détails, voir Fiche technique et Distribution.
Une vie moins ordinaire (A Life less ordinary) est un film américano-britannique réalisé par Danny Boyle et sorti en 1997.

## Synopsis
Robert Lewis est technicien de surface dans l'immeuble d'une entreprise. Sa petite amie vient de le quitter et il écrit un roman auquel personne ne croit. Le jour où il est licencié, il décide de kidnapper Celine Naville, la fille de son ancien patron. Enfant gâtée n'ayant jamais manqué de rien, Celine s'ennuie autant que Robert.

## Fiche technique
- Titre français : Une vie moins ordinaire
- Titre original : A Life Less Ordinary
- Réalisation : Danny Boyle
- Scénario : John Hodge
- Musique : David Arnold
- Photographie : Brian Tufano
- Montage : Masahiro Hirakubo
- Production : Andrew MacDonald
- Sociétés de production : Figment Films, Channel Four Films et PolyGram Filmed Entertainment
- Société de distribution : 20th Century Fox
- Budget : 12 millions de dollars
- Format : Couleur - Dolby Digital - 35 mm - 2.35:1
- Pays de production :  États-Unis,  Royaume-Uni
- Langue originale : anglais
- Genre : comédie romantique, fantastique
- Durée : 103 minutes
- Dates de sortie : 
  - États-Unis : 24 octobre 1997
  - France : 10 décembre 1997
- Public : Tous Publics

## Distribution
- Ewan McGregor (VF : Damien Witecka) : Robert Lewis
- Cameron Diaz (VF : Marjorie Frantz) : Celine Naville
- Holly Hunter : O'Reilly
- Delroy Lindo (VF : Pascal Renwick) : Jackson
- Ian Holm (VF : Frédéric Cerdal) : M. Naville
- Dan Hedaya (VF : Jean-Yves Chatelais) : Gabriel
- Stanley Tucci : Elliot Zweikel
- Ian McNeice (VF : Gérard Boucaron) : Mayhew
- Maury Chaykin : Tod Johnson
- Tony Shalhoub : Al
- K.K. Dodds (VF : Sophie Arthuys) : Lily
- Timothy Olyphant : le randonneur

## Production
Julia Roberts a été envisagée pour le rôle de Celine. Par ailleurs, les producteurs ont rencontré Brad Pitt pour le rôle de Robert, mais Danny Boyle avait Ewan McGregor en tête depuis le départ de l'écriture du script. L'acteur était présent dans tous ses précédents films.
Le tournage a lieu de septembre à décembre 1996. Il se déroule principalement dans l'Utah (Salt Lake City, Layton, Moab) et quelques plans à Los Angeles

## Bande originale
La musique du film est composée par David Arnold. L'album de la bande originale, commercialisé par London Records, contient cependant des chansons présentes dans le film. Beck a notamment écrit pour le film le titre Deadweight, dont le clip est réalisé par Michel Gondry.
| Liste des titres | Liste des titres     | Liste des titres                                     | Liste des titres            | Liste des titres | Liste des titres | Liste des titres | Liste des titres | Liste des titres | Liste des titres |
| No               | Titre                | Auteur                                               | Interprètes                 | Durée            |                  |                  |                  |                  |                  |
| ---------------- | -------------------- | ---------------------------------------------------- | --------------------------- | ---------------- | ---------------- | ---------------- | ---------------- | ---------------- | ---------------- |
| 1.               | Deadweight           | Beck Hansen / Simpson / King                         | Beck                        | 6:12             |                  |                  |                  |                  |                  |
| 2.               | Love Is Here         | Jill Cunniff                                         | Luscious Jackson            | 3:00             |                  |                  |                  |                  |                  |
| 3.               | A Life Less Ordinary | T. Wheeler                                           | Ash                         | 4:18             |                  |                  |                  |                  |                  |
| 4.               | Velvet Divorce       | Liam Howe / Chris Corner / Kelli Ali / Ian Pickering | Sneaker Pimps               | 4:15             |                  |                  |                  |                  |                  |
| 5.               | Kingdom Of Lies      | Lou Barlow / John Davis                              | Folk Implosion              | 4:31             |                  |                  |                  |                  |                  |
| 6.               | Leave                | Berry / Buck / Mills / Stipe                         | R.E.M.                      | 4:42             |                  |                  |                  |                  |                  |
| 7.               | Don't Leave          | Jamie Catto / Rollo / Sister Bliss                   | Faithless                   | 3:57             |                  |                  |                  |                  |                  |
| 8.               | Oh                   | Underworld                                           | Underworld                  | 5:50             |                  |                  |                  |                  |                  |
| 9.               | It's War             | Svensson / Persson                                   | The Cardigans               | 3:57             |                  |                  |                  |                  |                  |
| 10.              | Always on My Mind    | John Christopher / Mark James / Wayne Thompson       | Elvis Presley               | 3:39             |                  |                  |                  |                  |                  |
| 11.              | Peace in the Valley  | Love / Tonin / Marsh / Thompson                      | A3 featuring Errol Thompson | 5:20             |                  |                  |                  |                  |                  |
| 12.              | Beyond The Sea       | Charles Trenet / Jack Lawrence                       | Bobby Darin                 | 2:38             |                  |                  |                  |                  |                  |
| 13.              | Put A Lid On It      | T. Maxwell                                           | Squirrel Nut Zippers        | 2:40             |                  |                  |                  |                  |                  |
| 14.              | Deeper River         | Rollo / Jamie Catto / Mark Bates                     | Dusted                      | 6:09             |                  |                  |                  |                  |                  |
| 15.              | Full Throttle        | Liam Howlett                                         | The Prodigy                 | 5:02             |                  |                  |                  |                  |                  |
| 66:39            |                      |                                                      |                             |                  |                  |                  |                  |                  |                  |

## Distinctions
- Primé aux Empire Awards de 1998 pour le meilleur acteur britannique (Best British Actor), Ewan McGregor
- Nommé aux MTV Movie Awards de 1998 :
  - pour la meilleure séquence de danse (Best Dance Sequence) avec Cameron Diaz et Ewan McGregor
  - pour le meilleur chant en musique de film (Best Movie Song) pour Beck dans Deadweight